# Arminia

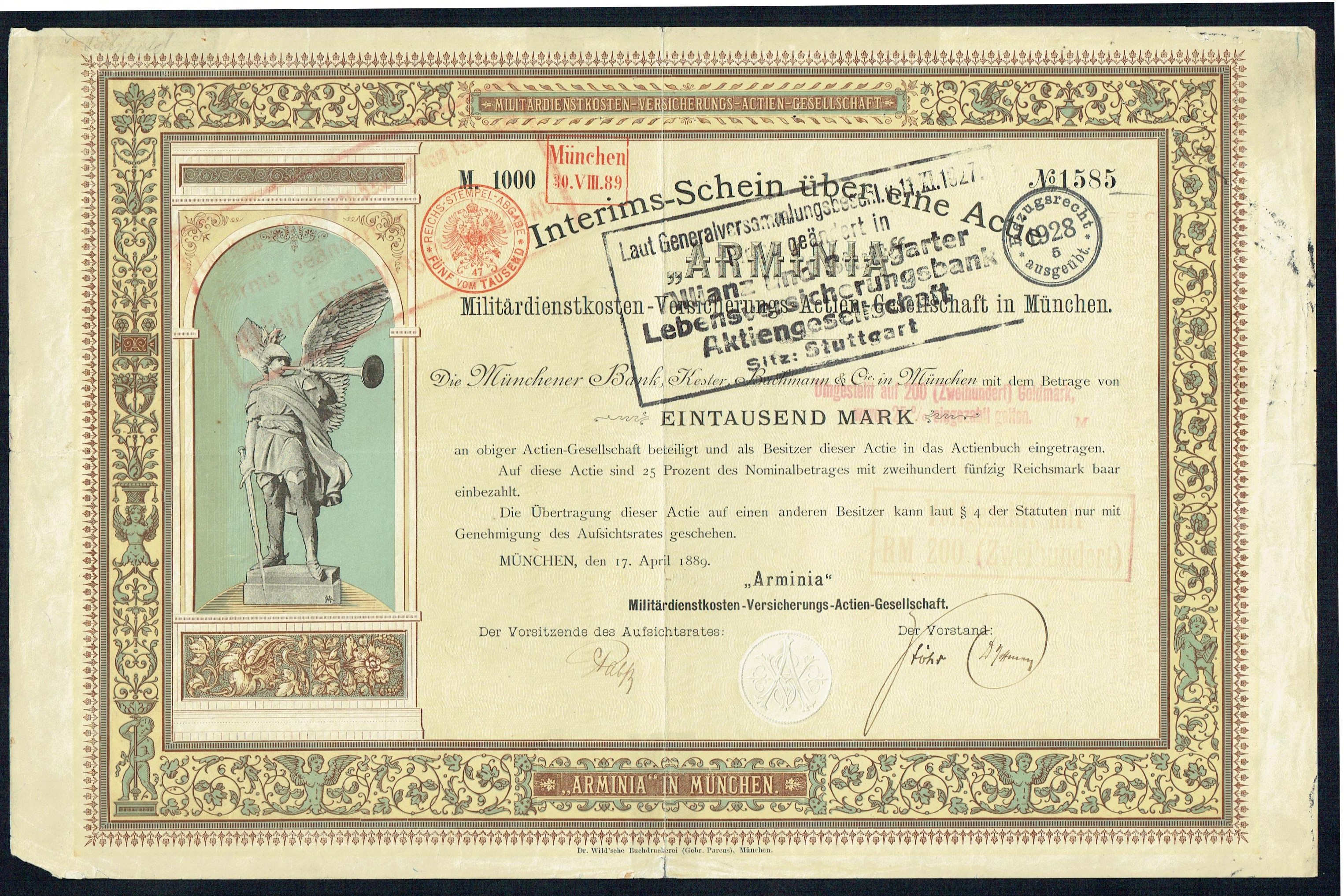
Auch eine Versicherungsgesellschaft verwendete Arminia in ihrem Firmennamen: Interimsschein der Arminia Militärdienstkosten-Versicherungs-AG vom 17. April 1889

Der Name Arminia ist die erst im 19. Jahrhundert aufgekommene weibliche Form von „Arminius“ und bezieht sich auf den legendären Cheruskerfürsten Arminius, Hermann den Cherusker. Auf ihn beriefen sich alle nationalen Kräfte im 19. Jahrhundert und dies waren vor allem die Burschenschaften und Turnvereine. 
Studentenverbindungen und viele Sportvereine sind weiblichen Geschlechts: also „die“ Normannia, Aenania, Bavaria, Novesia, Ripuaria, Guestfalia, Markomannia, Hercynia, Rhenania, Fridericia, Brunsvigia, Teutonia, Germanica etc. Namen gaben sich die Vereine entweder nach Landschaften (Rhenania, Alsatia, Algovia = Rheinland, Elsass, Allgäu), nach germanischen Völkern (Markomannia = Markomannen/Bayern, Alemannia = Alamannen/Schwaben; Cheruscia = Cherusker), nationalen Sagengestalten (Arminia) oder königlichen Vorbildern (Fridericia). 
Da der in Tacitus’ Annalen 1 erwähnte Armin auch als Hermann der Cherusker bekannt wurde, hat die Namensgebung „Arminia“ stets etwas mit dem Sieger der Varusschlacht (9 n. Chr.) zu tun. „Hermann“ wurde er erst seit Klopstock, dem Zeitgenossen Goethes und Schillers, genannt. Dass der Name Hermann etwas mit Irmin, der germanischen Gottheit zu tun hat, ist möglich. Diesen Irmin (oder Erman, Armin) verehrten die Germanen als einen der drei Söhne des Gottes Mannus. Irmin wurde als Stammvater der Herminonen, die in Sachsen siedelten, sowie der Alamannen und Markomannen betrachtet.
Älteste Burschenschaft war die Breslauer „Arminia“; ihren Namen erhielt sie 1848, nachdem sie zuvor „Teutonia“ hieß (heute Alte Breslauer Burschenschaft der Raczeks). Zwei Jahre vor dem bekannten Fußballverein Arminia Bielefeld, der 1905 gegründet wurde, gab es bereits den 1903 entstandenen FC Arminia Ludwigshafen, doch ist die älteste Turnverbindung mit dem Namen „Arminia“, die ATV Arminia zu Tübingen, bereits 1887 gegründet worden.